# Phil Gordon
Philip Stewart "Phil" Gordon, född 6 juli 1970 i El Paso i Texas, är en amerikansk entreprenör, författare och före detta professionell pokerspelare.
Han har vunnit en World Poker Tour men ingen World Series of Poker.
Gordon har spelat hem totalt 2 787 232 amerikanska dollar i prispengar fram tills den 3 juli 2021.
Han avlade en examen i datavetenskap vid Georgia Tech och arbetade sen hos Santa Cruz Operation och Lockheed Corporation. Gordon gick vidare och var med att starta upp IT-företaget Netsys Technologies. År 1996 blev Netsys uppköpta av Cisco Systems för 95 miljoner dollar. Gordon blev då ekonomiskt oberoende och sa upp sig från Netsys. År 2000 började Gordon med pokern. På 2000-talet arbetade han också som sportkommentator vid pokersändningar medan från och med 2010-talet har Gordon ägnat mest av sin tid åt att vara entreprenör.
Han har även författat flera fackböcker om poker och en del har blivit bestsellers såsom Poker: The Real Deal; Phil Gordon's Little Green Book: Lessons and Teachings in No Limit Hold 'em samt Phil Gordon's Little Blue Book: More Lessons and Hand Analysis in No Limit Texas Hold'em. Gordon har också varit journalist och krönikör i ämnet.